# Безверхий Віктор Ваніфатович
Ві́ктор Ваніфа́тович Безве́рхий (нар. 8 червня 1953, Чаплище — пом. 18 грудня 2009) — перший президент ФК «Динамо (Київ)», громадський діяч, благодійник.

## Дитинство та юність
Віктор Ваніфатович Безверхий народився 8 червня 1953 року в с. Чаплище Світловодського району Кіровоградської області в родині сільського вчителя. У зв'язку з будівництвом Каховського водосховища (Кременчуцького водосховища?) сім'ю переселили до Світловодська, де Віктор закінчив середню школу. Однак вступити з першого разу до фізичного факультету КДУ ім. Т. Г. Шевченка, де навчався його старший брат Анатолій, не вдалося, і він рік працює фрезерувальником на КРАЗі. Наступного, 1971 року Віктор стає студентом найкращого вузу України.

## Професійна діяльність
Після його закінчення, з 1976 по 1979 рік працює на київському заводі «Арсенал» інженером-дослідником центрального конструкторського бюро. Автор багатьох публікацій в наукових журналах, чотирьох винаходів. Впродовж семи років Віктор Безверхий очолював комітет комсомолу заводу. Саме він був ініціатором першого в Україні молодіжного житлового комплексу (МЖК), завдяки чому сотні молодих сімей отримали своє перше житло.
У 1987 Віктор очолив один з перших СРСР Київський центр науково-технічної творчості молоді «Прогрес» (згодом АТ Інноваційний центр «Прогрес». З 1987 по 1998 роки тут було виконано чимало науково-технічних розробок, отримано десятки патентів на винаходи. З його стін вийшло чимало майбутніх високопосадовців — глав держадміністрацій, міністрів, депутатів різних рівнів, успішних бізнесменів.
З 1989 по 1993 роки В. В. Безверхий був президентом футбольного клубу «Динамо» (Київ),(поки Григорій Суркіс рейдерським захватом його не змістив.) який був створений в порядку експерименту як державно-громадське об'єднання. Це був період зміну епох, працювати доводилось в умовах переходу від планової до ринкової економіки, зміни суспільно-політичного устрою. У 1998—2002 рр. В. В. Безверхий — директор державного підприємства "Інформаційно-видавничий центр «Держінфотур», а з 2002 по 2007 рік він — генеральний директор державного підприємства «Національна туристична організація» (НТО). Останній рік свого життя Віктор Безверхий працював у Київській міські державній адміністрації, займався питаннями підготовки готельного господарства до Євро-2012.

## Патріот і меценат
Перебуваючи на посаді президента ФК «Динамо-Київ» Віктор Безверхий зробив дуже багато для утвердження української державності. Ще у 1990 році, в часи всевладдя КПРС та КДБ, динамівці почали виходити на футбольне поле у жовто-блакитній формі. Саме він одним з перших виступав за проведення національного чемпіонату України. За неповні п'ять років президентства В. Безверхого ФК «Динамо» (Київ) надав спонсорську допомогу на суму близько мільйона доларів США низці медичних закладів Києва. Віктор Безверхий був організатором і меценатом першої в незалежній Україні виставки-ретроспективи «Український авангард — 20-40-ві, 60-80-ті роки», першої масштабної виставки «Сучасне мистецтво України» за кордоном, яка з успіхом пройшла влітку 1992 року у Відні.
У травні 1991 року відбулася зустріч динамівців з патріархом УАПЦ Мстиславом (Скрипником), що поклала початок робіт з відродження Михайлівського Золотоверхого собору. Саме Віктор Безверхий був їхнім ініціатором, першим меценатом.
Помер В. В. Безверхий 18 грудня 2009 року від серцевого нападу. Похований в м. Буча під Києвом.
Матеріали про життя і діяльність В. В. Безверхого знаходяться в Музеї історії Києва, Музеї Михайлівського Золотоверхого собору Музеї «Будинок Петра Першого» в літописі Київської благодійності.

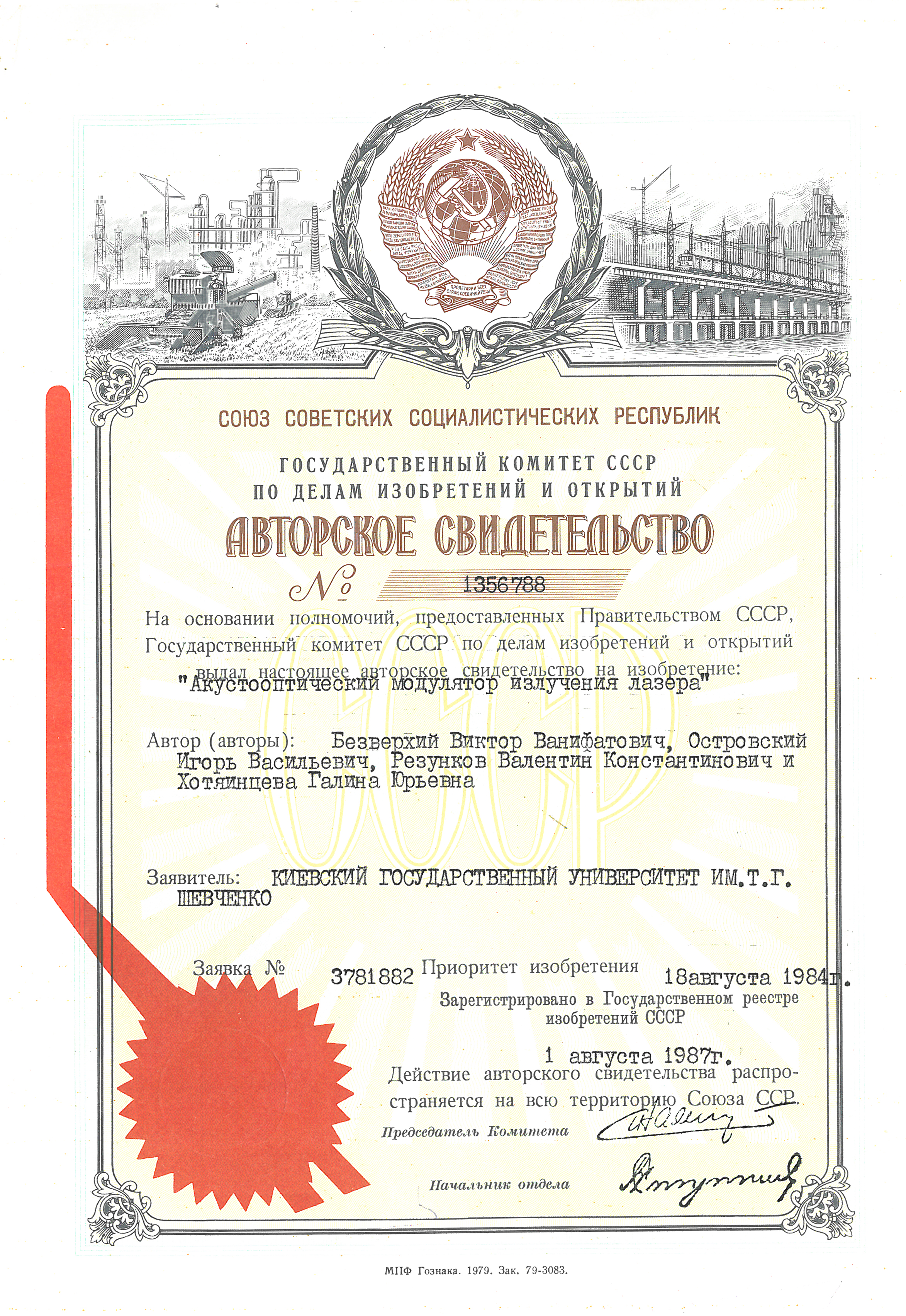
Патент на винахід одним з авторів якого є В.В. Безверхий
Зустріч комсомольців "Арсеналу" різних поколінь 1979р.
Зустріч динамівців Києва з Патріархом УАПЦ Мстиславом (Скрипником) Травень 1991
Лист барона Фальц-Фейна до В.В. Безверхого